# Episodi di Armstrong Circle Theatre (tredicesima stagione)
La tredicesima stagione della serie televisiva Teatro di Armstrong (Armstrong Circle Theatre) è stata trasmessa in anteprima negli Stati Uniti d'America dalla CBS tra il 26 settembre 1962 e il 5 giugno 1963.
In Italia questa stagione è stata trasmessa da Telecapri dal 5 novembre al 29 dicembre 2016 senza rispettare l'ordine di produzione. Dopo la fine della messa in onda in prima visione di tutte le stagioni della stessa serie su Telecapri, repliche andavano in onda su Telecapri Sport fino al 17 gennaio 2018 e su Telecapri fino al 12 aprile 2024.
| nº | Titolo originale         | Titolo italiano | Prima TV USA      | Prima TV Italia |
| -- | ------------------------ | --------------- | ----------------- | --------------- |
| 1  | The Cross and the Dragon |                 | 26 settembre 1962 |                 |
| 2  | Smash Up                 |                 | 10 ottobre 1962   |                 |
| 3  | The Friendly Thieves     |                 | 24 ottobre 1962   |                 |
| 4  | Tunnel to Freedom        |                 | 7 novembre 1962   |                 |
| 5  | A City Betrayed          |                 | 21 novembre 1962  |                 |
| 6  | The Assassin             |                 | 5 dicembre 1962   |                 |
| 7  | Escape to Nowhere        |                 | 19 dicembre 1962  |                 |
| 8  | Invitation to Treason    |                 | 2 gennaio 1963    |                 |
| 9  | The Journey of Poh Lin   |                 | 16 gennaio 1963   |                 |
| 10 | The Counterfeit League   |                 | 30 gennaio 1963   |                 |
| 11 | Ordeal by Fire           |                 | 13 febbraio 1963  |                 |
| 12 | Project: Pied Piper      |                 | 27 febbraio 1963  |                 |
| 13 | Five Kilos of Junk       |                 | 13 marzo 1963     |                 |
| 14 | The Health Fraud         |                 | 27 marzo 1963     |                 |
| 15 | The Embezzler            |                 | 10 aprile 1963    |                 |
| 16 | A Square Mile of Hope    |                 | 24 aprile 1963    |                 |
| 17 | The Aggressor Force      |                 | 8 maggio 1963     |                 |
| 18 | The Great Land Swindle   |                 | 22 maggio 1963    |                 |
| 19 | Secret Document X256     |                 | 5 giugno 1963     |                 |
| 20 | The Journey of Poh Lin   |                 | 16 gennaio 1963   |                 |
| 21 | Escape to Nowhere        |                 | 19 dicembre 1962  |                 |